# Tiến trình 250 nm
Tiến trình 250 nm (hay còn được gọi là tiến trình 250 nanomet hoặc tiến trình 0,25 µm) là cấp độ công nghệ xử lý chất bán dẫn được hầu hết các nhà sản xuất đạt được trong khoảng thời gian từ năm 1997–1998.

## Các sản phẩm sử dụng quy trình sản xuất 250nm
- Vi xử lý RISC DEC Alpha 21264A, được đưa ra thị trường vào năm 1999.
- Vi xử lý AMD K6-2 Chomper và Chomper Extended. Chomper được phát hành vào ngày 28 tháng 5 năm 1998.
- Vi xử lý AMD K6-III "Sharptooth" sử dụng tiến trình 250nm.
- The mobile Pentium MMX Tillamook, released in August 1997.
- Vi xử lý Pentium II Deschutes.
- Vi xử lý Pentium III Katmai.
- CPU và GPU của Dreamcast
- Phiên bản đầu tiên của bộ vy xử lý Emotion Engine được sử dụng trong PlayStation 2.